# Barbara Ragnoni

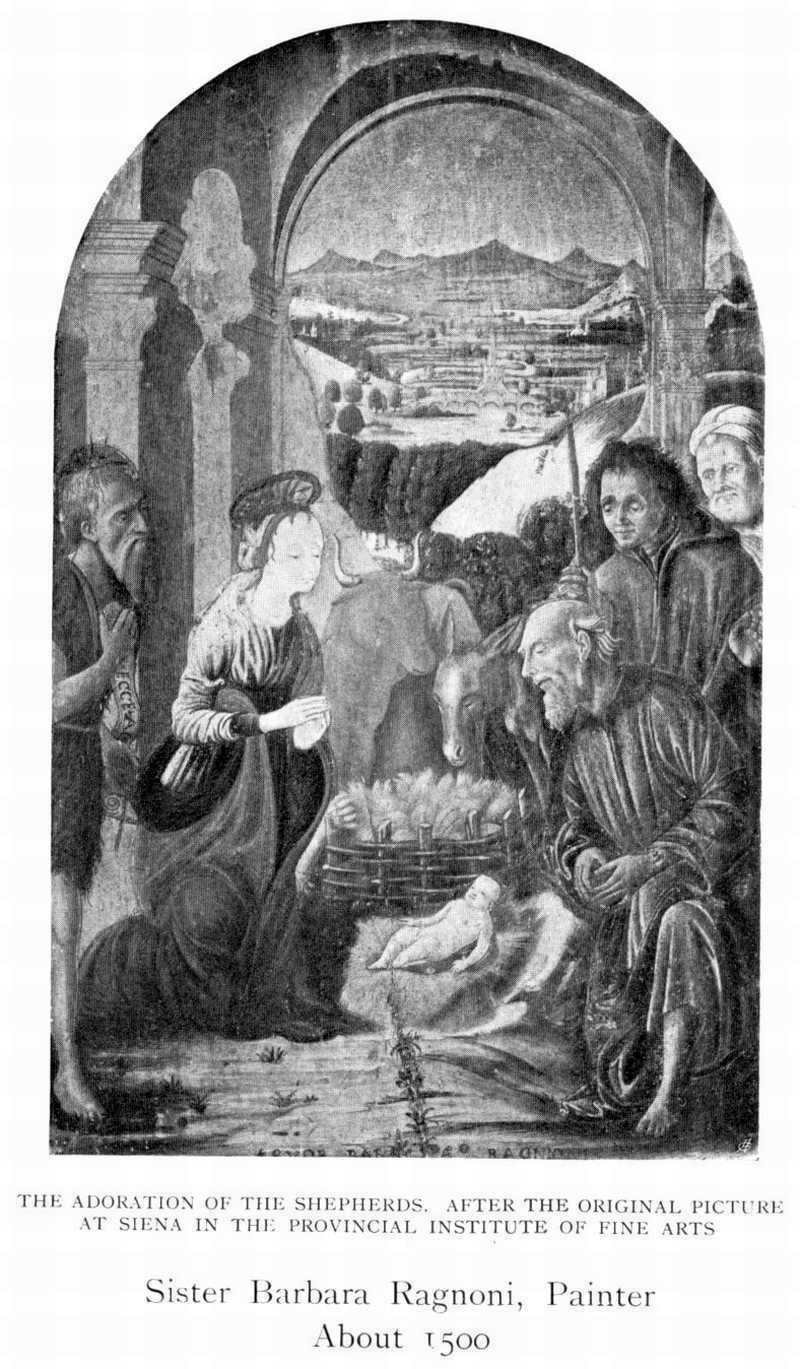
Adorazione dei pastori nel Museo delle Belle Arti di Siena

Suor Barbara Ragnoni (1448 – 1533) è stata una pittrice italiana del Rinascimento.

## Biografia
Una sola è pervenuta delle sue opere, un dipinto firmato, L'Adorazione dei pastori,  ora nella Pinacoeteca di Siena. Lo stile del dipinto, con i suoi colori caldi, è molto in linea con lo stile del tardo quattrocento.